# Esteve II (papa no consagrat)
|  | Per a altres significats, vegeu «Esteve II (papa)». |

Esteve (Roma, ? - 26 de març del 752) va ser el papa electe el 23 de març del 752, i mort tres dies després sense ser consagrat. Entre el segle XVI i XX era inclòs a la llista oficial de papes, però des del 1961 n'està exclòs.
Prevere i romà de naixement. A la mort del papa Zacaries, el 23 de març del 752 va ser elegit per unanimitat com a successor. Immediatament se'l va posar a càrrec del Palau del Laterà. Va morir dos dies després a causa d'una apoplexia mentre s'encarregava d'alguns afers interns, sense arribar a ser consagrat. La consagració és un pas necessari per a iniciar oficialment el pontificat, raó per la qual no va ser inclòs en la llista de papes, així com tampoc en el Liber Pontificalis. Amb tot, sí va ser reconegut oficialment entre el segle XVI i fins al regnat de Joan XXIII, denominat com Esteve II. Això va comportar confusió a l'hora de numerar els papes anomenats Esteve.